# Skräddarspindel
Skräddarspindel (Dolomedes plantarius) är en spindelart som först beskrevs av Carl Alexander Clerck 1757.  Skräddarspindel ingår i släktet Dolomedes och familjen vårdnätsspindlar. IUCN kategoriserar arten globalt som sårbar. Arten är reproducerande i Sverige. Inga underarter finns listade i Catalogue of Life.

## Föda
Skräddarspindlar har observerats predera på Gambusia holbrooki och Pungitius laevis.